# Théologie catholique
 (décembre 2009).
Si vous disposez d'ouvrages ou d'articles de référence ou si vous connaissez des sites web de qualité traitant du thème abordé ici, merci de compléter l'article en donnant les références utiles à sa vérifiabilité et en les liant à la section « Notes et références ».

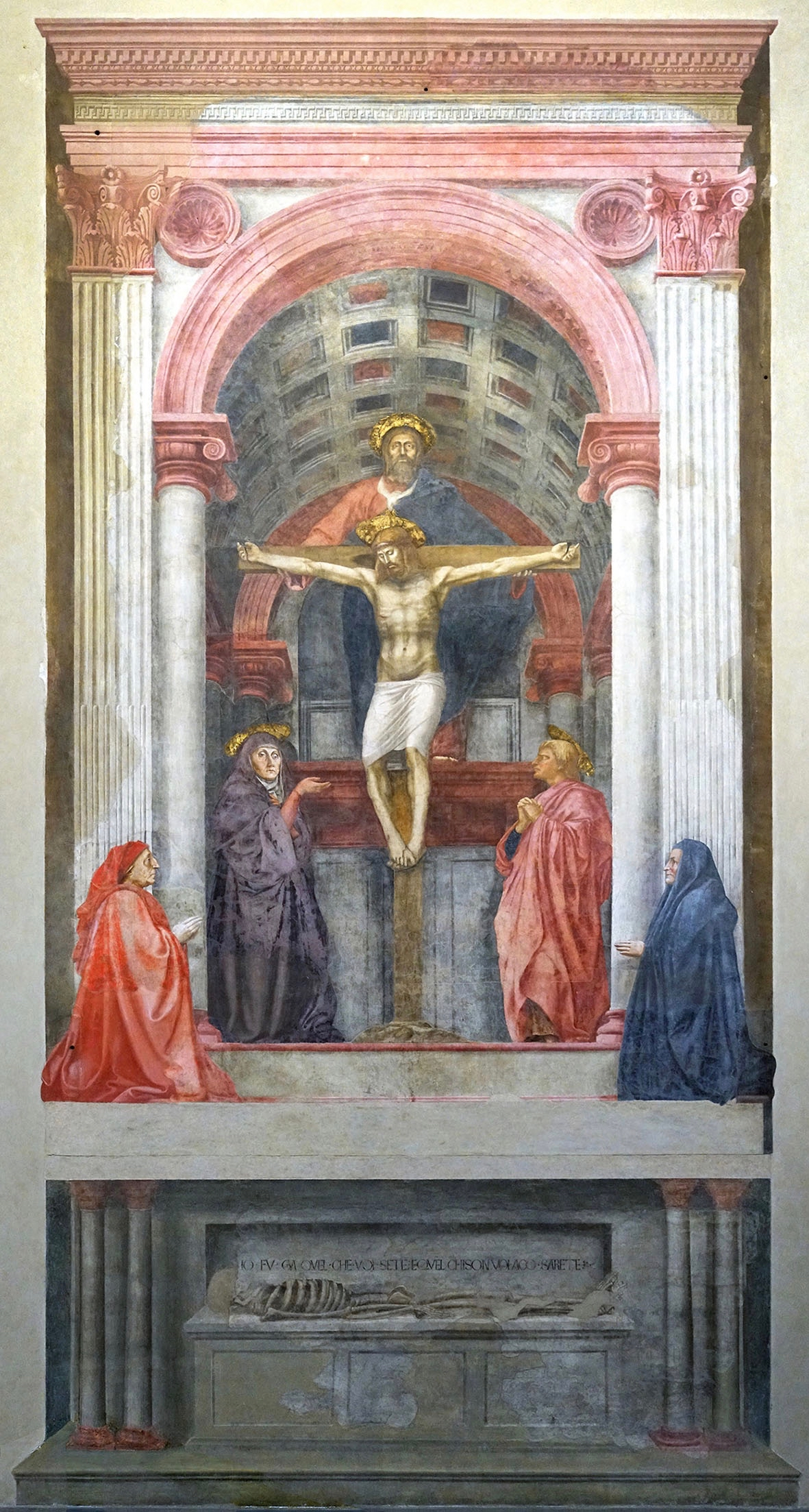
La Trinité par Masaccio (v. 1425), basilique Santa Maria Novella, Florence.

La théologie catholique est l'analyse, l'interprétation et l'étude méthodique de la Révélation de Dieu en Jésus-Christ, pour les catholiques qui, d’une manière rationnelle, veulent approfondir l’intelligence de la foi chrétienne. La formule d'Anselme de Cantorbéry pour définir la théologie est Fides quaerens intellectum (la foi qui cherche l'intelligence). Ainsi, la théologie catholique explore rationnellement le mystère chrétien.
Elle comporte plusieurs disciplines principales, elles-mêmes subdivisées en catégories : la théologie biblique, la théologie historique (étude de la doctrine), la théologie systématique (philosophie, théologie fondamentale, théologie dogmatique, théologie morale, éthique sociale) et la théologie pratique (théologie pastorale, études liturgiques, droit canonique).
La théologie catholique adopte un point de vue confessionnel et diffère en cela des sciences religieuses. Elle accomplit néanmoins une tâche de réflexion sur la foi vis-à-vis de l'Église, de la société et de la science. En outre, elle est prise en compte dans les études culturelles, la recherche historique et archéologique, la sociologie religieuse et la psychologie religieuse.
Sur le plan doctrinal, la théologie catholique trouve dans la Trinité son principe, sa fin et son unité.

## Histoire

### Origines

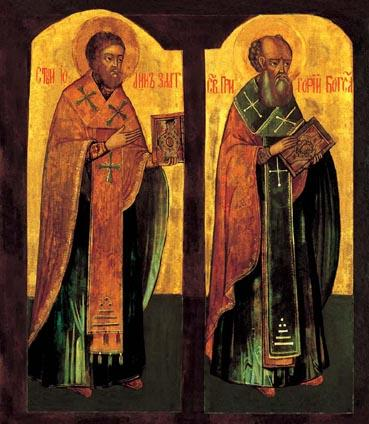
Jean Chrysostome et Grégoire de Nazianze.

Au cours des premiers siècles, la doctrine chrétienne a été élaborée par les Pères de l'Église.
En 1110, Abélard introduit dans l'enseignement la logica nova, les études aristotéliciennes et l'exégèse biblique à la lumière des auteurs antiques. Inventant ainsi la scolastique dans la lignée d'Anselme de Cantorbéry, il fait redécouvrir le terme de « théologie », qui désigne alors la seule mythologie grecque d'Hésiode, pour introduire le discours des auteurs préchrétiens dans une perspective chrétienne. Il scandalise les milieux conservateurs, pour lesquels l'enseignement ne peut être qu'une répétition à la lettre de la seule parole du Christ qu'achève la prière, un miroir contemplatif et non discursif de l'Esprit. Dans ce débat entre foi et raison, il faut attendre l'agrément obtenu par Thomas d'Aquin auprès de l'Université pour que la théologie devienne l'enseignement officiel.
Jusqu'au XVe siècle inclus, la théologie et la philosophie sont très intimement liées. Dans l'école scolastique, l'une des branches de la philosophie est la métaphysique générale, la théologie étant aussi appelée la métaphysique spéciale. La réconciliation du christianisme et de la philosophie d'Aristote par Thomas d'Aquin (philosophie première) au XIIIe siècle se forge autour de cette ligne de force.
À partir de la Renaissance, en même temps que la Réforme protestante ouvre la lecture de la Bible aux non-latinistes et remet en cause une partie des acquis dogmatiques, la scolastique entre dans une phase de décadence qui s'accélère aux XVIIe et XVIIIe siècles. Même si ses méthodes de raisonnement logique sont élaborées, l'incapacité de la hiérarchie catholique à prendre en compte les observations scientifiques, par exemple lors du procès de Galilée, entraîne peu à peu la disparition de cette école. Le théologien marquant de l'époque est Blaise Pascal.
À la même époque, de nombreux philosophes font des travaux en logique, en métaphysique, en morale, et introduisent des modifications profondes dans les mentalités et les structures sociales.

### La controverse moderniste
À partir de la seconde moitié du XIXe siècle et jusqu'au début de la Première Guerre mondiale, une controverse divise les théologiens catholiques, entre la papauté, qui défend la Tradition avec son épistémologie scolastique, et les tenants d'un renouvellement de l'exégèse biblique. Une série de mesures de répression frappe alors les théologiens accusés de modernisme, dont l'excommunication de plusieurs d'entre eux, la mise à l'index de leurs ouvrages et l'obligation de prêter le « serment antimoderniste ».
Ces débats ont perduré pendant près d'un siècle. Ils n'ont été résolus qu'au concile Vatican II.

### Vatican II

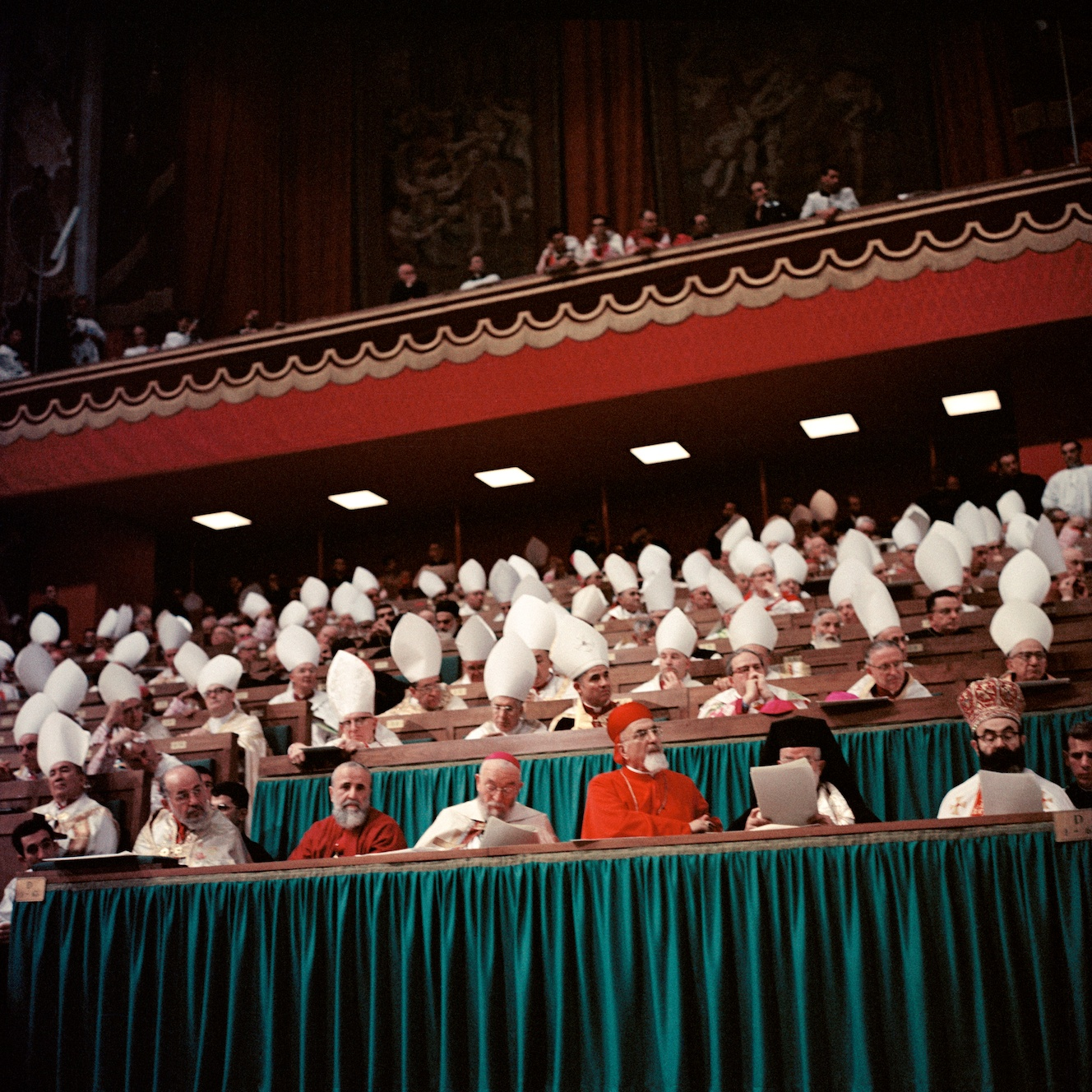
Les pères conciliaires, Vatican II. Photographie de Lothar Wolleh.

Le concile Vatican II (1962-1965), souvent considéré comme l'événement le plus décisif de l'histoire de l'Église catholique au XXe siècle, se caractérise par une ouverture aux réalités du monde moderne et aux questions soulevées par sa déchristianisation. En effectuant un retour aux racines juives du christianisme, le concile entreprend une mise à jour de l'héritage du concile de Trente et de la Contre-Réforme.
Par la déclaration Nostra Ætate sur les relations avec les religions non chrétiennes (1965), et particulièrement le paragraphe 4 concernant les relations avec la religion juive, les pères conciliaires abandonnent implicitement la théologie de la substitution, selon laquelle l’Église remplace Israël dans une nouvelle alliance avec Dieu, et qui a nourri un antijudaïsme séculaire alimenté par ailleurs par certains textes du Nouveau Testament. Concernant les relations avec la religion juive, le concile « veut encourager et recommander entre Juifs et Chrétiens la connaissance et l'estime mutuelles, qui naîtront surtout d'études bibliques et théologiques, ainsi que d'un dialogue fraternel »
Vatican II s'attache également à souligner l'importance des Églises locales au sein de leurs cultures respectives. À cette occasion, l'Église catholique réexamine ses rapports avec les autres confessions chrétiennes, mais aussi avec les autres religions, et avec la société en général. Elle repense à nouveaux frais une partie des débats de la théologie traditionnelle, comme la liberté religieuse et la Révélation.

### Les enjeux contemporains
Au XXe siècle, si la théologie protestante a été marquée par plusieurs individualités fortes, telles que Dietrich Bonhoeffer, Paul Tillich, Karl Barth ou Rudolf Bultmann, la théologie catholique s'est surtout caractérisée par des écoles de pensée, plus particulièrement parmi les Dominicains et les Jésuites.
Les questions les plus fréquentes ont concerné la nécessité de renouveler la vie ecclésiale en tant que lieu de la présence du Christ dans sa dimension liturgique, en particulier dans l'eucharistie, l'étude de la Révélation en lien avec la théologie kérygmatique, et enfin l'approfondissement de la relation entre l'enseignement évangélique et ses manifestations concrètes, notamment par l'exercice de la charité. En plus de Jacques Maritain et d'Étienne Gilson, partisans d'un humanisme chrétien, Yves Congar a proposé une Église comprise moins comme une institution que comme une communauté de salut. S'éloignant du thomisme ambiant, Pierre Teilhard de Chardin a cherché une synthèse entre d'une part les lois de la physique et de l'évolution, et d'autre part le contenu de la foi.
D'autres théologiens, comme Marie-Dominique Chenu, Karl Rahner, défenseur d'un « tournant anthropologique », Hans Urs von Balthasar et Henri de Lubac, ont été les précurseurs du concile Vatican II, qui a autorisé le débat sur la relation avec les réalités terrestres et le problème de la sécularisation, tout en ouvrant la voie à un œcuménisme grandissant. La « théologie de l'espérance » a engendré ses propres concepts politiques, suivie, selon des modalités différentes, par la théologie de la libération, qui a accueilli une partie de l'implantation marxiste en Amérique latine, mais aussi par la théologie de la libération noire.
La théologie catholique présente maintenant les caractéristiques suivantes :
- le retour aux sources des textes anciens, qui s'est fait avec les autres confessions chrétiennes depuis le concile Vatican II,
- l'œcuménisme et le dialogue interreligieux,
- une ouverture sur le monde que l'on ressent davantage depuis Vatican II.

Au XXe siècle, plusieurs théologiens ont été condamnés par les congrégations vaticanes. Ces dissidents incluent notamment Hans Kung, Charles Curran et Leonardo Boff.

## Domaines de la théologie

### Exégèse
Des traductions de la Bible peuvent s'appuyer sur des éléments externes aux textes originels (qui sont pour l'essentiel en hébreu et en grec ancien). Ainsi, la Logique de Port-Royal (traduction de la Bible en français au XVIIe siècle, travaux auxquels a participé Pascal), ont introduit des modifications syntaxiques et grammaticales dans le texte biblique en français, qui ont eu probablement certains effets sur la langue française.
Quelques précurseurs catholiques relancent les études bibliques au XIXe siècle. Le chanoine Augustin Crampon effectue un travail de réinterprétation et de traduction en français de l'ensemble des textes canoniques, à partir des sources les plus authentiques à cette époque. En 1890, le dominicain Marie-Joseph Lagrange fonde l'École pratique d'études bibliques, devenue en 1920 École biblique et archéologique française de Jérusalem.
Léon XIII reconnaît la nécessité d'approfondir l'exégèse biblique, tout en publiant l'encyclique Providentissimus Deus (1893), destinée à réaffirmer l'inerrance biblique. La Commission biblique pontificale, qu'il crée en 1902, a pour but de garder sous contrôle les auteurs soupçonnés de modernisme. En 1920, à l'occasion du quinzième centenaire de la mort de Jérôme de Stridon, Benoît XV publie l'encyclique Spiritus paraclitus sur les principes qui doivent régir l'étude des Écritures et reprend à son compte la position antimoderniste de Léon XIII.
En 1943, Pie XII élargit les conditions d'exercice de l'exégèse dans l'encyclique Divino afflante Spiritu. Pour la première fois, sont autorisées la lecture et l'étude de la Bible dans d'autres versions que la Vulgate. Pour la première fois également, la papauté permet aux spécialistes de recourir à la méthode historico-critique dans l'analyse des textes, méthode utilisée depuis plus d'un siècle par les biblistes protestants et jusqu'alors interdite à leurs confrères catholiques.
Pendant le concile Vatican II, la Commission biblique pontificale fait paraître une Instruction sur la vérité historique des évangiles (21 avril 1964). En 1993, elle publie un texte intitulé L'Interprétation de la Bible dans l'Église qui constitue une synthèse des principes exégétiques pour le catholicisme.
Les travaux exégétiques liés aux directives pontificales conduisent à de nouvelles traductions de la Bible dans la seconde moitié du XXe siècle : la Bible de Jérusalem et la Traduction œcuménique de la Bible (ou TOB), cette dernière étant effectuée avec les autres confessions chrétiennes. Les passages à caractère cosmologique de la Bible sont maintenant rédigés d'une façon plus claire, et permettent d'éviter les confusions sur les questions de représentation du monde.

### Herméneutique
L'herméneutique biblique est l'art de comprendre et d'interpréter les textes bibliques.
Elle se fixe trois orientations :
- la recherche du sens des textes (notamment la théorie des quatre sens),
- la compréhension de la Parole de Dieu en rapport avec l'existence humaine,
- l'efficacité du message biblique dans l'Histoire et le contexte sociopolitique.

### Théologie dogmatique
La théologie dogmatique regroupe les différents traités du dogme catholique à partir de la Révélation (Écriture et Tradition). Ces traités sont : la théologie trinitaire, la christologie, la pneumatologie (étude de l'Esprit saint), mais aussi l’herméneutique théologique (le rapport entre Écriture et Tradition, foi et raison, le dogme, le Magistère), la théologie sacramentelle (les sacrements), l'anthropologie théologique, le traité sur la grâce (De Gratia), l'eschatologie (les fins dernières). La théologie dogmatique présente donc le cœur de la Foi de l'Église. Le Catéchisme de l'Église catholique en présente en quelque sorte le résumé.

### Théologie morale
Le catholicisme s'est profondément renouvelé à partir du XIXe siècle. Dans la tradition de Vincent de Paul, plusieurs catholiques, tels Frédéric Ozanam, Félicité de Lamennais, Ketteler, Albert de Mun, ont été à l'origine de nouveaux mouvements et de nouvelles lois sociales. Des mouvements d'action catholique ont vu le jour.
Aujourd'hui, la théologie morale se répartit généralement entre :
- la théologie morale fondamentale,
- la théologie morale sectorielle, qui se subdivise elle-même entre la morale individuelle et la morale sociale.

Le travail théologique touche les domaines suivants :
- En morale sociale :
  - La doctrine sociale, élaborée par Léon XIII dans l'encyclique Rerum Novarum en 1891. D'autres encycliques ont suivi (Populorum progressio, Centesimus annus), à un rythme souvent décennal. La doctrine a donné lieu à des mouvements tels que l'Action catholique,
  - La bioéthique.

- En morale individuelle :
  - La famille (relations préconjugales, adultère, comportements sociologiques),
  - La reproduction (avortement, clonage reproductif, contraception).

### Théologie de la création
Les évolutions de notre époque, concernant l'environnement (problèmes de dérèglement climatique, de perte de biodiversité...), appellent un nouveau regard de la théologie sur le rapport entre l'homme, Dieu et la nature. Ces questions, qui font l'objet de groupes de travail, n'ont pas encore été totalement formalisées. Le document Le Respect de la Création a été publié en 2000 par la Conférence des évêques de France sur la sauvegarde de la création. Le pape François a publié en 2015 l'encyclique Laudato si' sur la sauvegarde de la maison commune, qui se fonde sur des principes d'écologie intégrale. Cette encyclique a été abondamment commentée par le théologien catholique Fabien Revol, spécialiste de la théologie de la Création.

## Rapports avec la philosophie

### Théologie et philosophie
Aujourd'hui, la théologie se distingue assez nettement de la philosophie, bien que les deux disciplines restent complémentaires.
Dans ses relations avec la philosophie, la théologie a deux objectifs principaux :
- Discerner dans les philosophies, celles qui sont à même de fournir un enseignement pour la formation des prêtres. Ainsi, Léon XIII remit-il en honneur la théologie de Thomas d'Aquin par l'encyclique Æterni Patris (1879).
- Apporter les éléments de discernement aux fidèles et à toute personne désireuse de s'orienter selon la foi, sur la conformité des philosophies par rapport aux exigences de la Parole de Dieu.

L'encyclique Fides et ratio de Jean-Paul II rappelle que les philosophies qui ne présentent pas d'ouverture métaphysique ne permettent pas d'accéder à l'intelligence de la Révélation. D'autre part, elle exhorte à une spéculation philosophique qui atteigne la substance spirituelle (§ 83).
Cette encyclique rappelle l'intérêt de la philosophie d'Aristote, et la réconciliation effectuée par Thomas d'Aquin au XIIIe siècle entre le christianisme et cette philosophie.
La philosophie d'Aristote conserve un intérêt pour les concepts fondamentaux :
- En éthique, elle permet de distinguer quatre causes dont la cause finale, le telos,
- En logique, elle ouvre à des modes d'inférence qui ne soient pas seulement des déductions logiques,
- En métaphysique, elle fonde ses principes sur une cause première, et permet de bâtir une philosophie sur les principes d'être, de substance, d'essence, qui étaient à la base de la métaphysique de Thomas d'Aquin.

### La question de la substance
La question centrale des relations entre la théologie et la philosophie est sans doute la substance. Aujourd'hui, le mot substance est presque toujours employé dans un sens matérialiste (comme dans substance toxique par exemple).
Le catholicisme considère que, dans l'Eucharistie, la substance du pain se transforme en la substance du corps du Christ (et de même pour le vin en sang) (cf. Encyclique Ecclesia de Eucharistia, Jean-Paul II, 2003, ainsi que Fides et ratio, 1998). Dans la philosophie thomiste, la substance correspond à une catégorie d'Aristote.
Il est possible que cette question ait joué dans les débats philosophiques du XVIIe siècle (voir Urbain VIII et Galilée), et ait conduit à l'émergence du système cartésien.

## Catholicisme et protestantisme

### Mystères
Le catholicisme partage les mystères suivants avec la plupart des autres familles chrétiennes :
- Trinité
- Incarnation.

### Salut
Le catholicisme considère que le salut provient de la foi et des œuvres, et non pas de la foi seule, comme l'affirment certaines Églises réformées. Cependant, tant l'Église catholique que les Églises issues de la Réforme affirment que le salut de l'âme est une grâce provenant de la mort et de la résurrection du Christ. En 1999, l'Église catholique romaine et la Fédération luthérienne mondiale publiaient une déclaration commune sur la justification par la foi.

### Sacrements
Le catholicisme considère qu'il y a sept sacrements : baptême, confirmation, Eucharistie, pénitence, onction des malades, ordination et mariage.
Les Églises réformées ne retiennent généralement que deux rites : le baptême et la cène.

### Écritures et Tradition
Le catholicisme appuie la foi sur la Révélation contenue dans les Écritures (Ancien Testament et Nouveau Testament) ainsi que sur la Tradition (ensemble des règlements édictés par l'Église catholique concernant la foi et les mœurs). Cet aspect a notamment été exprimé dans la constitution dogmatique Dei Verbum lors du concile Vatican II.
Les Églises protestantes, au contraire, s'opposent à l'équivalence entre la Tradition et la Bible, subordonnant la première à la seconde.
Le culte des saints et celui de Marie - qui sont distincts du culte rendu à Dieu seul - ne sont pas non plus partagés.

### Dogmes
Plusieurs dogmes catholiques ne sont pas partagés par les autres familles chrétiennes :
- Transsubstantiation, c'est-à-dire la présence réelle du Christ (la substance spirituelle) dans l'Eucharistie, en relation avec le Saint-Sacrement. Ce dogme a été proclamé à la treizième session du concile de Trente.
- Infaillibilité pontificale, qui signifie que le pape, lorsqu'il parle ex cathedra - c'est-à-dire lorsqu'il engage son autorité pour définir la foi ou les mœurs - jouit du charisme de l'infaillibilité. Ce dogme a été défini par le concile Vatican I dans la Constitution dogmatique Pastor Aeternus.
- Immaculée Conception, qui signifie que la vierge Marie a été conçue sans le péché originel. Ce dogme a été proclamé, en 1854, par le pape Pie IX avec la Bulle Ineffabilis Deus.
- Assomption de Marie, qui signifie qu'à la fin de sa vie, Marie est montée au ciel avec son corps et son âme. Ce dogme a été promulgué, en 1950, par le pape Pie XII avec la Constitution apostolique Munificentissimus Deus.

### Conciles
Les questions doctrinales touchant la foi ou les mœurs, de même que les questions pastorales et disciplinaires, sont discutées pendant un concile œcuménique, comme Vatican II par exemple.

### En français
Ouvrages
- Sylvio Hermann De Franceschi, « Le Dictionnaire de théologie catholique et le statut épistémologique de la théologie : la contribution des théologiens du Saulchoir au débat sur la science théologique dans l’entre-deux-guerres », Revue des sciences philosophiques et théologiques 2015/1 (tome 99), p. 49-96
- Charles Journet, Théologie de l'Église, éd. nouv. augm., éditions Desclée de Brouwer, 1987,  (ISBN 2-7189-0338-4)
- Jean-Yves Lacoste (dir.), Dictionnaire critique de théologie, Presses universitaires de France, Paris, 2002  (ISBN 2-13-052904-6)
- Jean-Yves Lacoste (dir.), Histoire de la théologie, Points/Sagesse, éditions du Seuil, 2009  (ISBN 9782757879801)
- René Marlé, Introduction à la théologie de la libération, Desclée de Brouwer, 1988, 172 p.
- Jean-Marie Mayeur (dir.), Histoire du christianisme des origines à nos jours, vol. 13 : Crises et renouveau de 1958 à nos jours, Paris, Desclée-Fayard, 2000, 794 p. (ISBN 978-2-7189-0636-2)
- Jürgen Moltmann, Théologie de l'espérance. Études sur les fondements et les conséquences d'une eschatologie chrétienne, coll. « Cogitatio Fidei », Paris, Cerf-Mame, 1970, 420 p.
- Marcel Neusch et Bruno Chenu, Au pays de la théologie, éditions du Centurion,  (ISBN 2-227-31544-X)
- Nathanael Pujos, Les 100 textes essentiels de la théologie catholique, Parole et Silence, 2018,  (ISBN 978-2-88918-160-5)
- Jean-Pierre Torrell, La Théologie catholique, Paris, éditions du Cerf, 2008 (1re éd. 1998), 161 p. (ISBN 978-2-204-08718-6)
- Marcel Neusch, Aux frontières de la théologie et de la philosophie, textes rassemblés et introduits par Jean-François Petit et Brigitte Cholvy, Paris, Cerf-Patrimoines, 2017, 599 p.

Articles
- Benoît Bourgine, « Karl Rahner est-il un classique? À propos de quelques recherches récentes », Revue théologique de Louvain 2012/43-1, p. 79-102
- Jean-Louis Klein, « F. Gaboriau, Le Tournant théologique aujourd'hui selon K. Rahner, 1968 », compte rendu, Revue d'histoire et de philosophie religieuses, 1971/51-2, p. 218
- Michael Löwy, « Marlé (René) Introduction à la théologie de la libération », compte rendu, Archives de sciences sociales des religions, 1988/66-2, p. 302-303
- David Sendrez, « Le fondement de l’intelligence de la foi selon Karl Rahner », Transversalités 2016/3 (n° 138), p. 69-93

### Autres langues
- (en) Hans Boersma, Nouvelle Théologie and Sacramental Ontology : A Return to Mystery, Oxford, Oxford University Press, 7 mai 2009, 344 p. (ISBN 978-0-19-156995-1, lire en ligne)
- (en) Gabriel Flynn et Paul D. Murray, Ressourcement : a movement for renewal in twentieth-century Catholic theology, Oxford, Oxford University Press, 2011, 583 p. (ISBN 978-0-19-955287-0, présentation en ligne)
- Richard Gaillardetz (en), An Unfinished Council : Vatican II, Pope Francis, and the Renewal of Catholicism, Liturgical Press, 2015  (ISBN 9780814683347)
- (en) Jürgen Mettepenningen, Nouvelle Théologie ‑ New Theology : Inheritor of Modernism, Precursor of Vatican II, T&T Clark, 3 juin 2010, 240 p. (ISBN 978-0-567-03410-6)
- Ludwig Ott, Grundriss der katholischen Dogmatik, Nova & Vetera, Bonn, 2005,  (ISBN 3-936741-25-5)
- Johanna Rahner (de), Einführung in die katholische Dogmatik, WBG, Darmstadt, 2008,  (ISBN 978-3-534-20063-4)
- Theodor Schneider (dir.), Handbuch der Dogmatik., vol. 2, Patmos, Düsseldorf, 2009
- Siegfried Wiedenhofer, Theologie, in Walter Kasper (dir.), Lexikon für Theologie und Kirche, vol. 9, Herder, Freiburg im Breisgau, 2000, p. 1435–1444